# Metroul din Madrid

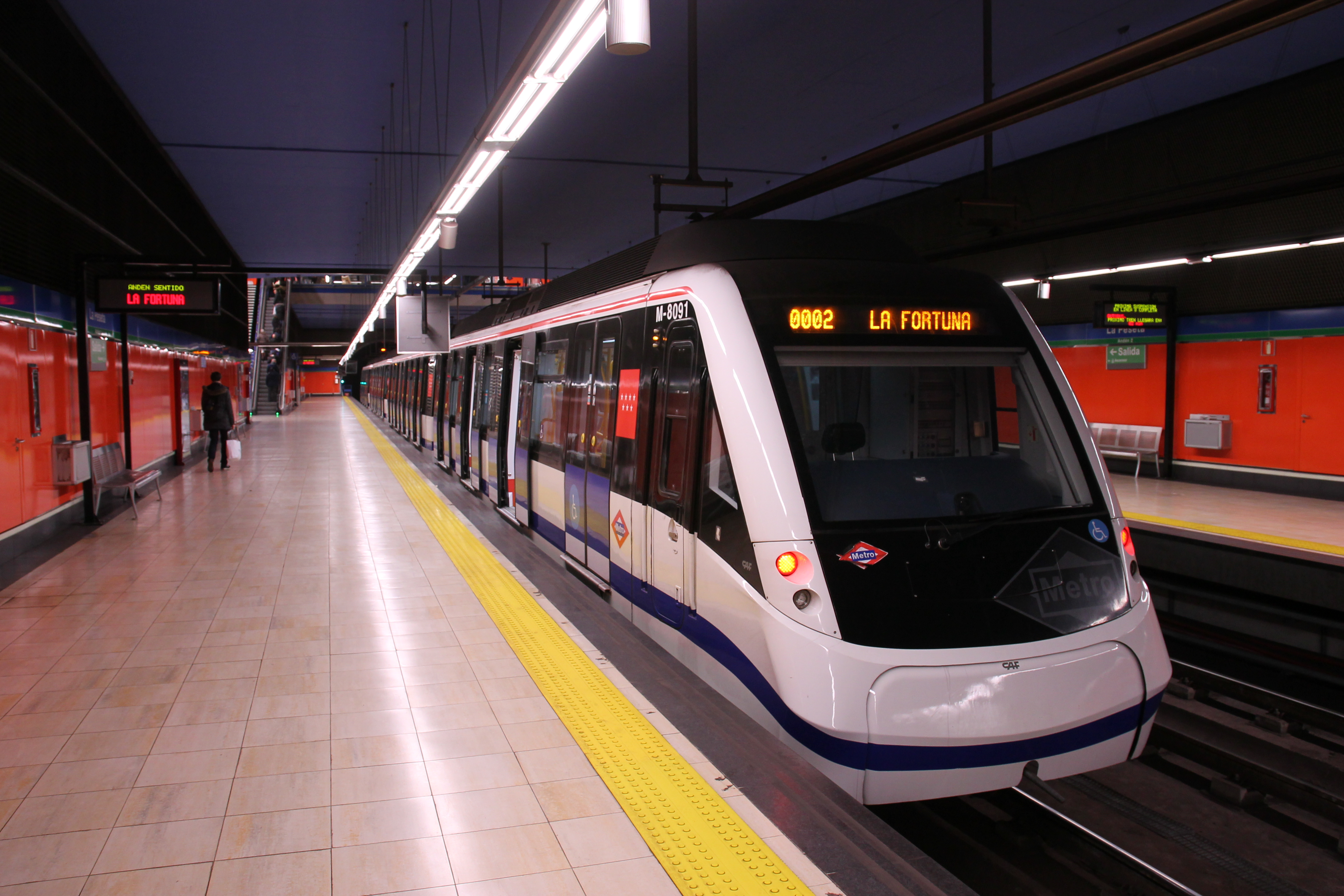
Un metrou modern în stația La Peseta, linia 11

Metroul din Madrid (Metro de Madrid în spaniolă) este un sistem de metrou care servește Madrid, capitala Spaniei. Sistemul este printre cele mai mari din lume, fiind în primele zece sisteme din lume după lungime, cu 226,7 km de linii, deși Madridul este aproximat al 50-lea cel mai mare oraș/zonă metropolitană din lume. Din cauza asta, Metroul din Madrid este cel mai dens sistem de tren subteran din lume. Metroul are 292 de stații pe 12 linii.

## Linii

Harta rețelei

Rețeaua este compusă din următoarele linii:
| Linie | Linie                                   | Lungime   | Stații | Secție  | Lungimea platformei |
| 1     | Pinar de Chamartín – Valdecarros        | 23.876 km | 33     | îngustă | 90 m                |
| 2     | Las Rosas – Cuatro Caminos              | 14.031 km | 20     | îngustă | 60 m                |
| 3     | Villaverde Alto – Moncloa               | 16.424 km | 18     | îngustă | 60 m                |
| 4     | Argüelles – Pinar de Chamartín          | 16.0 km   | 23     | îngustă | 60 m                |
| 5     | Alameda de Osuna – Casa de Campo        | 23.217 km | 32     | îngustă | 115 m               |
| 6     | Circular                                | 23.472 km | 28     | lată    | 115 m               |
| 7     | Hospital de Henares – Pitis             | 32.919 km | 31     | lată    | 115 m               |
| 8     | Nuevos Ministerios – Aeropuerto T4      | 16.467 km | 8      | lată    | 115 m               |
| 9     | Paco de Lucía – Arganda del Rey         | 39.5 km   | 30     | lată    | 115 m               |
| 10    | Hospital Infanta Sofía – Puerta del Sur | 36.514 km | 32     | lată    | 115 m               |
| 11    | Plaza Elíptica – La Fortuna             | 8.5 km    | 7      | lată    | 115 m               |
| 12    | MetroSur                                | 40.96 km  | 28     | lată    | 115 m               |
| R *   | (Ramal) Ópera – Príncipe Pío            | 1.092 km  | 2      | îngustă | 60 m                |